# Jeskyně Aggteleckého krasu a Slovenského krasu
Jeskyně Slovenského a Aggteleckého krasu byly na základě společného nominačního projektu Slovenska a Maďarska zapsány na seznam světového dědictví v roce 1995. Součástí světového přírodního dědictví jsou jen vybrané reprezentativní jeskyní lokality Slovenského a Aggteleckého krasu. V této krasové pohraniční oblasti byl zřízen slovenský národní park Slovenský kras a maďarský Aggtelek. V roce 2000 byla k původnímu projektu připsána Dobšinská ledová jeskyně v regionu Slovenského ráje. Ve slovenské části bylo objeveno více než 1000 jeskyní, dalších 300 pak na maďarské straně.

## Seznam
| Aggtelecký kras 1. Jeskynní systém Baradla - Domica 2. Béke-barlang 3. Kossutth-barlang 4. Meteor-barlang 5. Rákóczi 1. barlang 6. Rákóczi 2. barlang 7. Rejtek-zsomboly 8. Szabadság-barlang 9. Vass Imre-barlang 10. Vecsem-Bükki-zsomboly | Slovenský kras 1. Jeskynní systém Baradla - Domica 2. Kančí propast 3. Drienovská jeskyně 4. Jeskynní systém Gombasecká jeskyně - Silická ľadnica 5. Hrušovská jeskyně 6. Jasovská jeskyně 7. Krásnohorská jeskyně 8. Ochtinská aragonitová jeskyně 9. Obrovská propast 10. Jeskynní systém jeskyně Skalistý potok - Kuni propast 11. Sněžná díra 12. Zvonivá jama |

## Fotogalerie

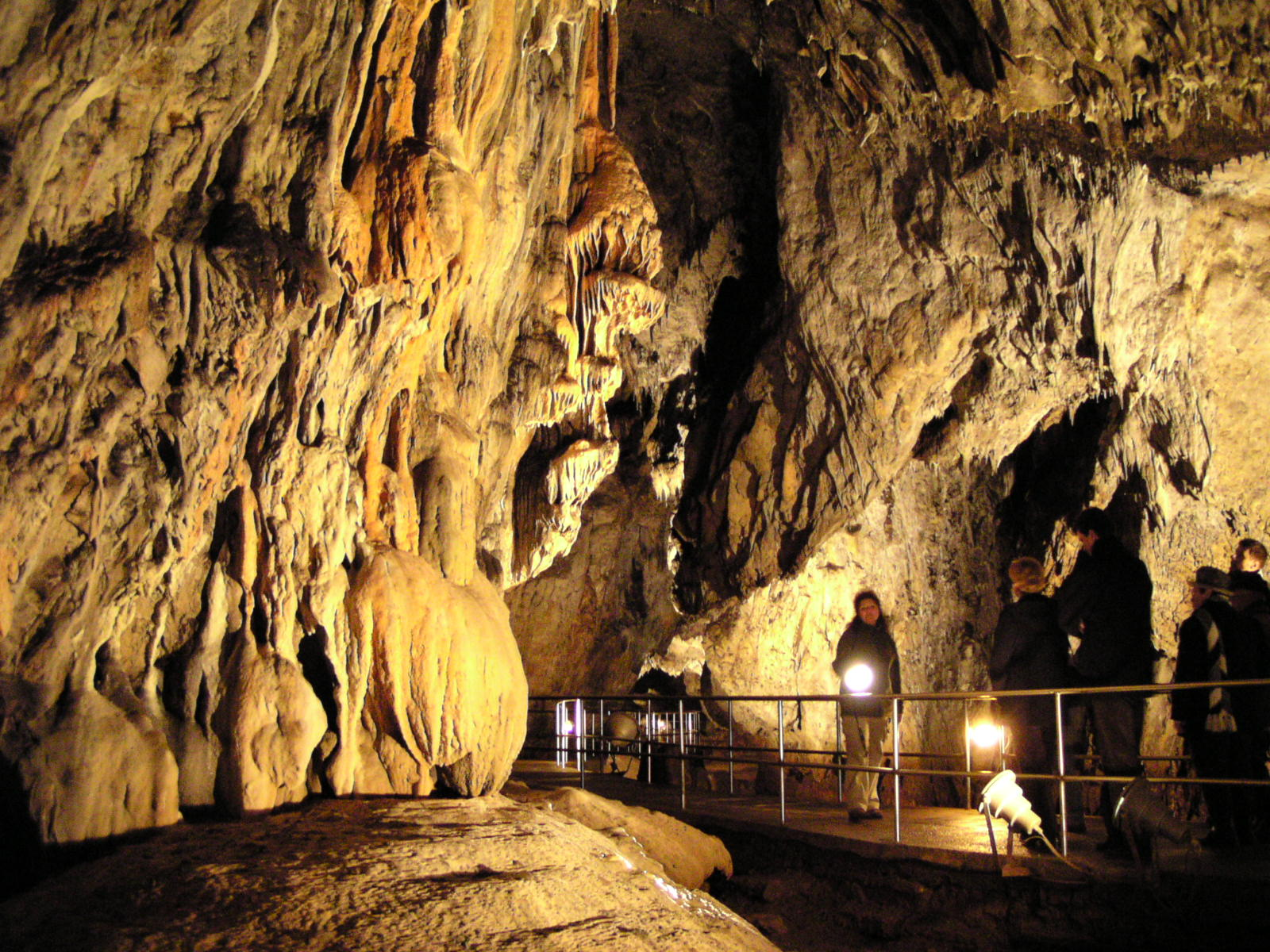
Baradla
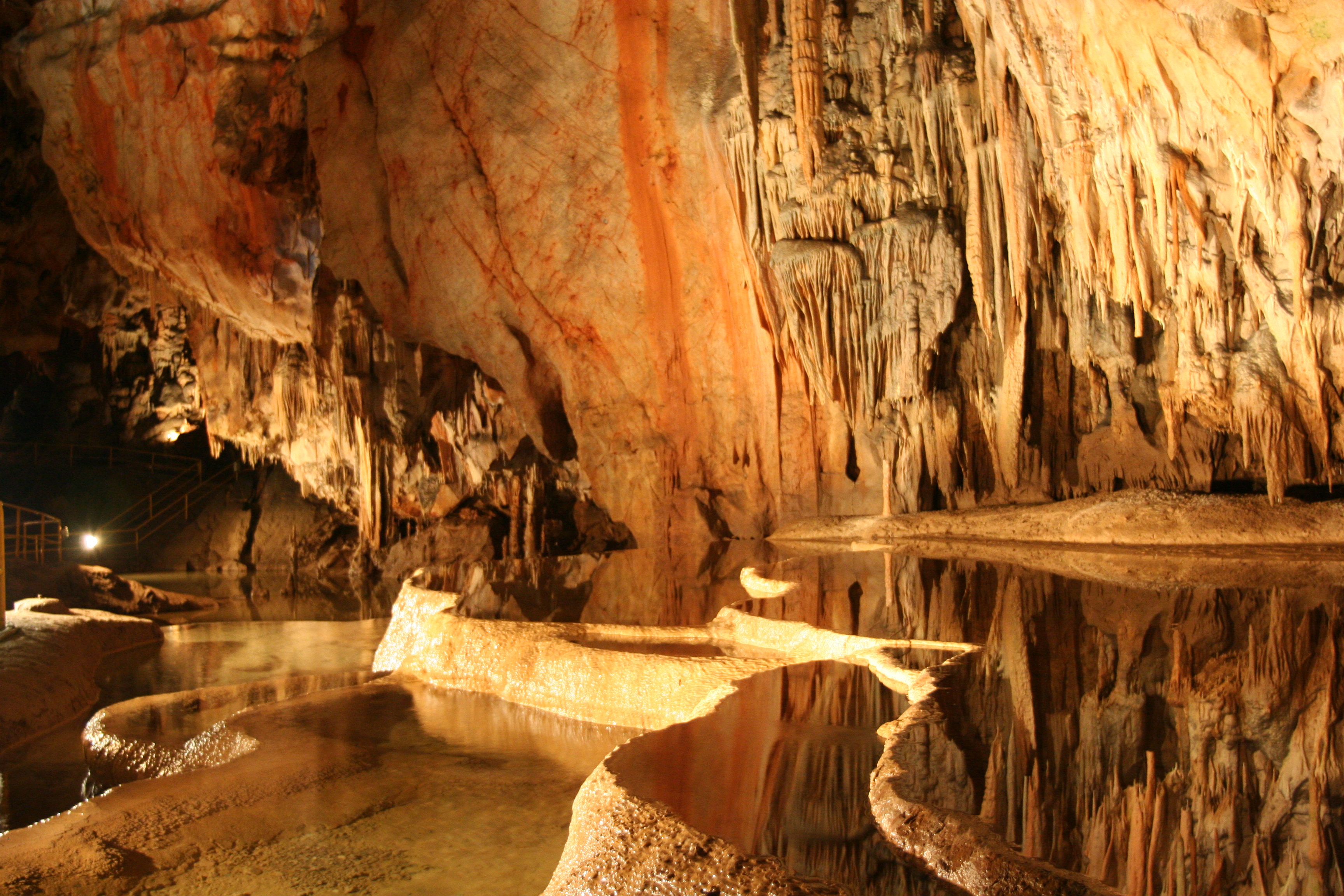
Domica
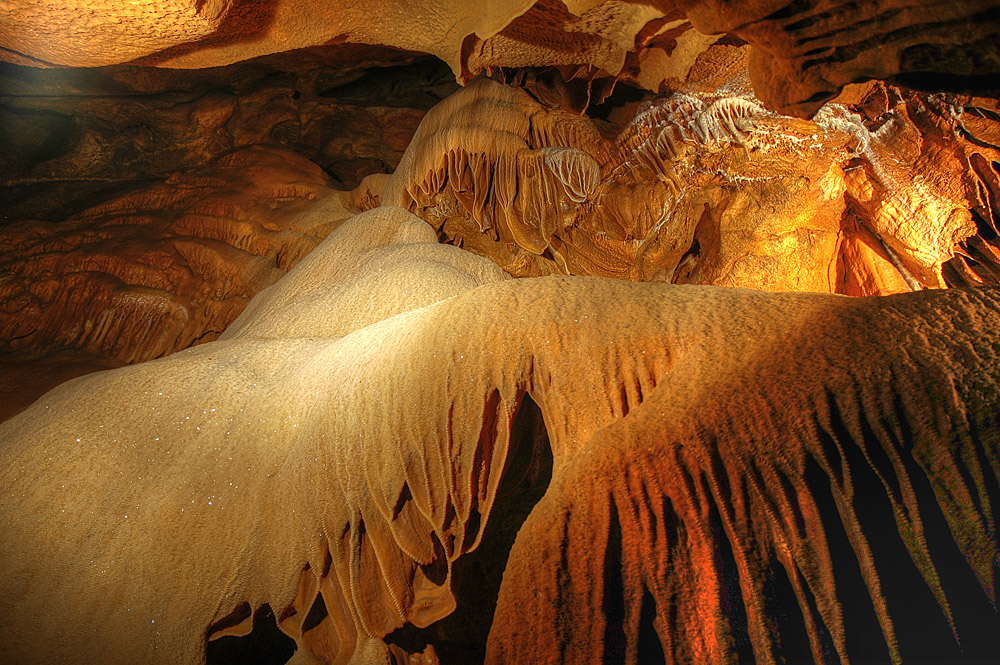
Vass Imre
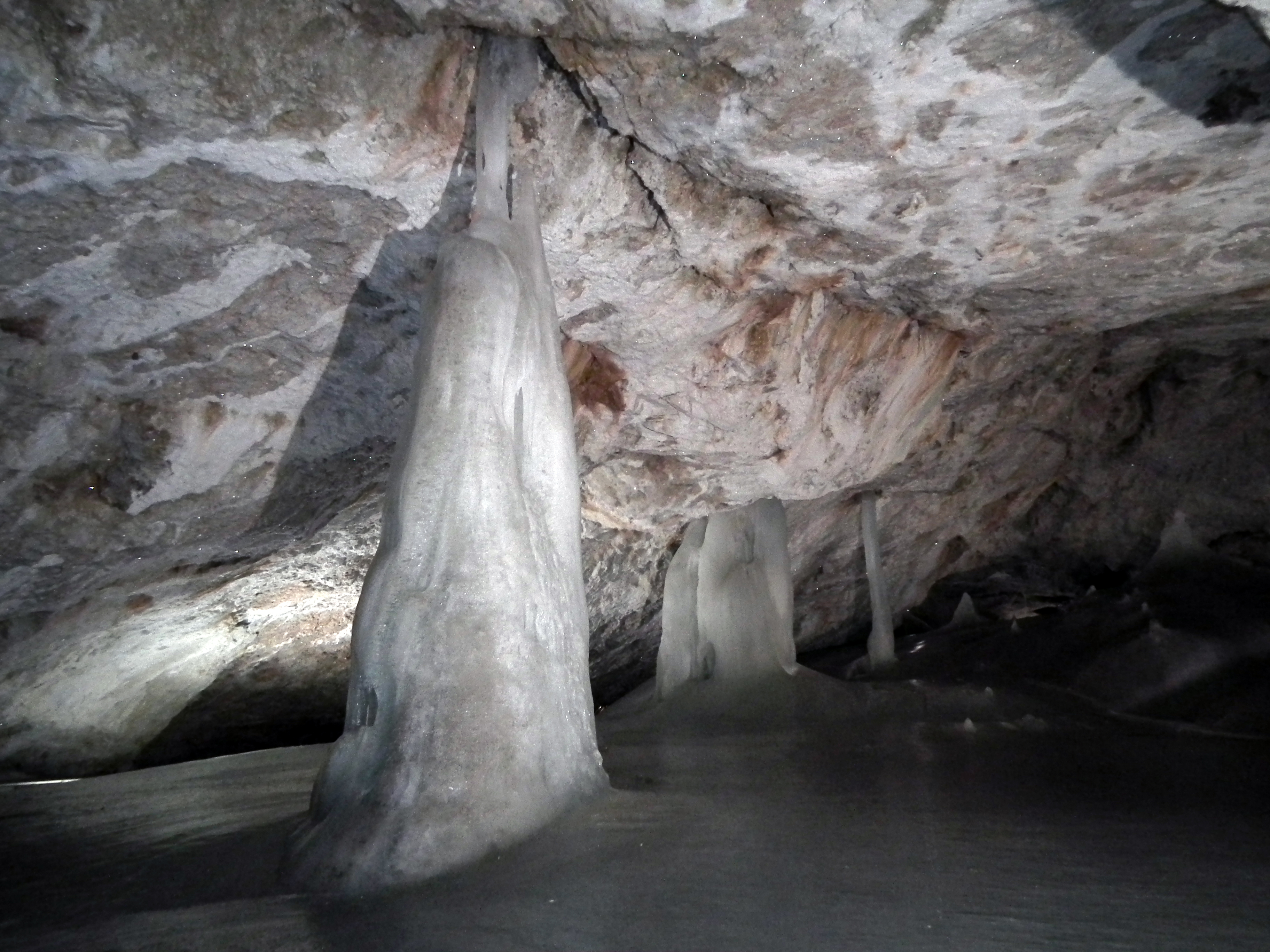
Dobšinská ledová jeskyně